# Kunstpreis Finkenwerder
Der Kunstpreis Finkenwerder, vergeben auf Hamburg-Finkenwerder, ist ein Kunstpreis, der zweijährlich an zeitgenössische, international renommierte Künstlerpersönlichkeiten verliehen wird. Er wird als Preis der vier Elemente bezeichnet: Wasser steht für die Seefahrt, Erde für die Insel, Luft für die Luftfahrt und Feuer für die Kunst.

## Geschichte und Dotierung
Der Kulturkreis Finkenwerder begann im Jahr 1999 mit der Planung einer regelmäßigen Vergabe des Kunstpreises Finkenwerder. Der Preis wird seit dem Jahr 2000 alle zwei Jahre vergeben und mit 20.000 Euro dotiert. Damit gehört er zu den höchstdotierten Kunstpreisen Europas. Stifter des Preises waren die Unternehmen Airbus in Finkenwerder sowie die Baugenossenschaft Finkenwärder-Hoffnung. Seit 2022 ist Airbus die alleinige Sponsorin.
Der Vorstand des Kulturkreises Finkenwerder übernahm anfangs ehrenamtlich die Organisation der Verleihung des Kunstpreises Finkenwerder. Schließlich wurde ein unabhängiges Kuratorium etabliert, dem Mitglieder des Kulturkreises, ein Vertreter von Airbus, der Leiter der HFBK, Martin Köttering und andere namhafte Hamburger Persönlichkeiten angehören. Vorsitzender des Kuratoriums des Kunstpreises Finkenwerder ist Thomas Mirow. Das Kuratorium benennt anlässlich jeder Verleihung neu eine unabhängige Jury, die die Preisträgerin oder den Preisträger wählt.
In Hinblick auf die Preisverleihung 2022 wurde der Kunstpreis Finkenwerder neu ausgerichtet. Neu hinzugekommen ist der Kooperationspartner Hochschule für bildende Künste Hamburg (HFBK). Damit wird seit 2022 neben dem Hauptpreis ein Förderpreis an „ein/e herausragende Nachwuchskünstler*in“ der HFBK bis zwei Jahre nach dem Abschluss vergeben.

## Preisträger
Die Preisträgerinnen und Preisträger werden im Folgenden aufgelistet.

### Hauptpreis
- 2000: Almut Heise[4]
- 2002: George Rickey
- 2005: Neo Rauch
- 2007: Candida Höfer
- 2009: Daniel Richter
- 2011: Thorsten Brinkmann
- 2013: Ulla von Brandenburg
- 2015: Christian Jankowski
- 2017: Georges Adéagbo
- 2019: Edith Dekyndt
- 2021: nicht vergeben, auf 2022 verschoben
- 2022: Renée Green
- 2024: Julia Scher

### Nachwuchspreisträger
- 2022: Frieda Toranzo Jaeger
- 2024: Anna Stüdeli